# سنت ماری هال، آکسفورد
سنت ماری هال یک سالن دانشگاهی قرون وسطایی دانشگاه آکسفورد بود. این دانشکده از سال ۱۳۲۶ تا ۱۵۴۵ تحت نظر کالج آوریل فعالیت می‌کرد، اما از سال ۱۵۴ به‌طور مستقل فعالیت داشت تا اینکه در سال ۱۹۰۲ در کالج آوریل گنجانیده شد.